# Arctosippa gracilis
Arctosippa gracilis (Keyserling, 1881) è un ragno appartenente alla famiglia Lycosidae.
È l'unica specie nota del genere Arctosippa.

## Distribuzione
L'unica specie oggi nota di questo genere è stata rinvenuta in Perù.

## Tassonomia
L'aracnologo Roewer in un suo lavoro (1960d) sugli esemplari tipo Diapontia gracilis Keyserling, 1881, considerò questi esemplari quale genere a sé e costituì Arctosippa; contra un analogo lavoro dell'aracnologo Guy del 1966 che li considera come sottogenere di Diapontia Keyserling, 1876.
Dal 1955 non sono stati esaminati altri esemplari, né sono state descritte sottospecie al 2016.

### Specie trasferite
- Arctosippa alboguttulata (L. Koch, 1878); trasferita al genere Kangarosa Framenau, 2010[1].